# Erich Haider

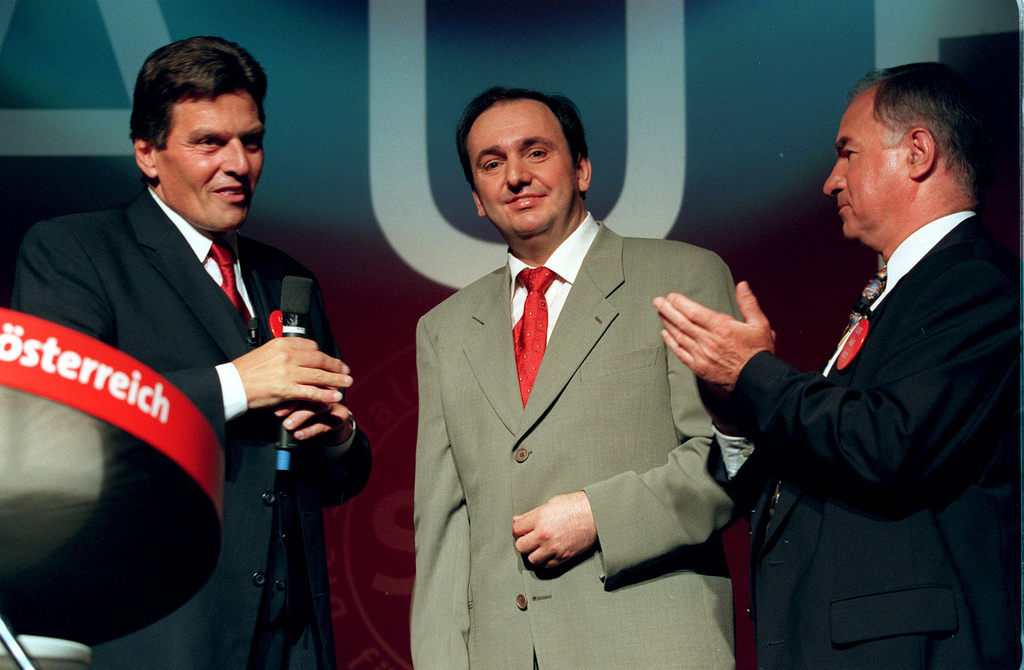
Erich Haider (Mitte)

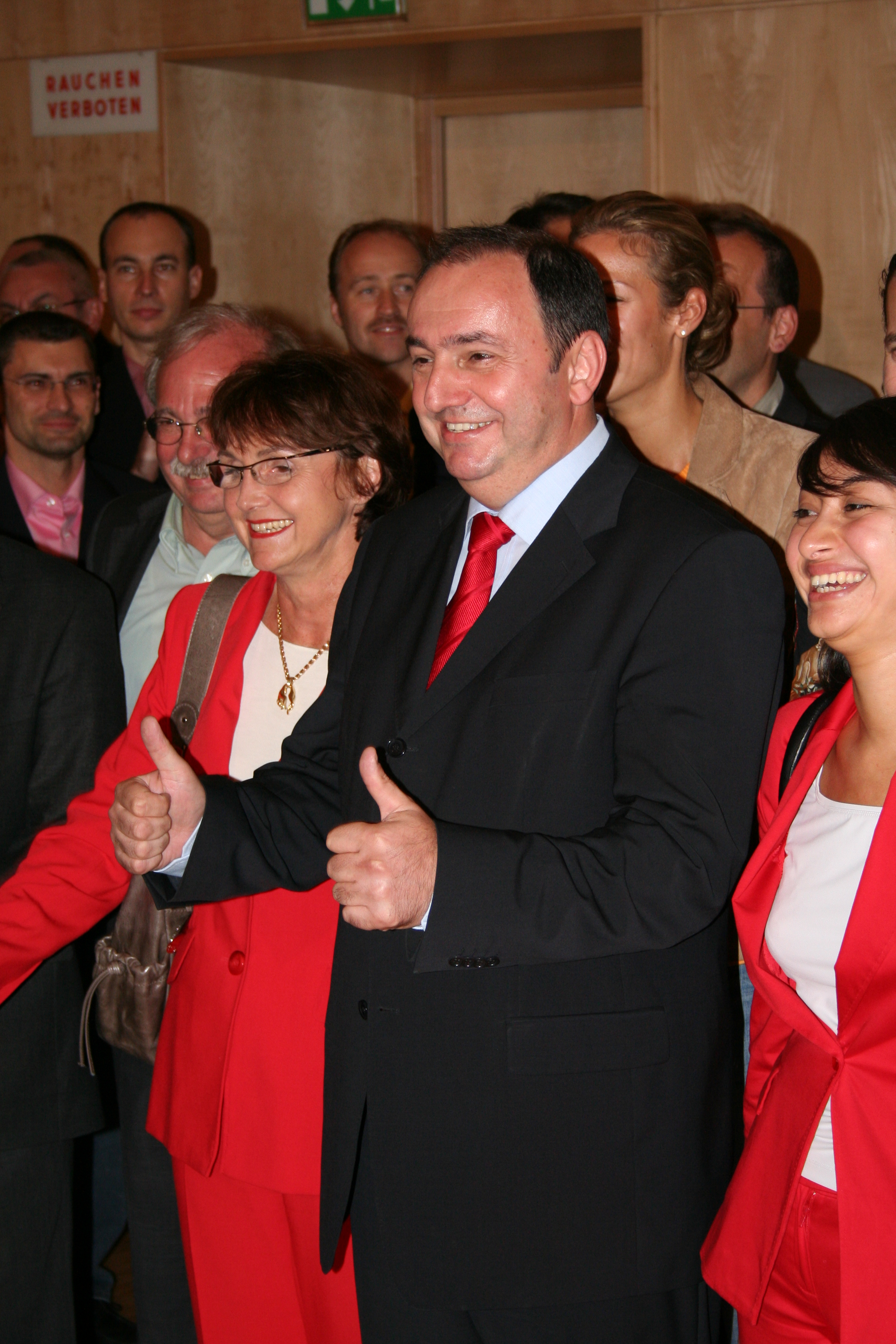
Erich Haider

Erich Haider (* 13. Jänner 1957 in Ried in der Riedmark) ist ein österreichischer Politiker (SPÖ).
Erich Haider studierte nach dem Besuch des Bundesrealgymnasium Linz Fadingerstraße Informatik an der Johannes Kepler Universität Linz. 1977 wurde er Organisationsreferent der SPÖ Oberösterreich, 1983 SPÖ-Bezirksparteisekretär in Linz, zwei Jahre später Gemeinderat in Linz. Weiters war er von 1986 bis 1992 im Aufsichtsrat der Linzer ESG (heute Linz AG) und der LiWeSt Kabel-TV-Gesellschaft tätig.
Am 26. Februar 1997 wurde er Mitglied der Oberösterreichischen Landesregierung (Agenden: Wohnbau, Natur- und Tierschutz, Verkehr). Am 11. Mai 2000 wurde er Landeshauptmann-Stellvertreter von Oberösterreich. Nach seiner Wahlniederlage bei der Landtagswahl in Oberösterreich 2009 gab er seinen Rücktritt als Landesparteivorsitzender und Regierungsmitglied bekannt. Er kehrte zu seinem früheren Arbeitgeber, der Linz AG, zurück. Dort bekleidete er erst den neugeschaffenen Posten des Linz Linien-Geschäftsführers,
seit 2013 ist er Generaldirektor der LINZ AG. Zuletzt wurde er am 27. Juni 2025 vom Aufsichtsrat für eine nur 3-jährige Funktionsperiode ab Oktober 2025 wiederbestellt.
Erich Haider ist Mitglied des Kongress der Gemeinden und Regionen des Europarates und hier zurzeit Vorsitzender des Ausschusses für sozialen Zusammenhalt der Kammer der Regionen.
Darüber hinaus war Erich Haider bis 2010 Landesvorsitzender des BSA Oberösterreich.